# Perasia resecta
Perasia resecta là một loài bướm đêm trong họ Noctuidae.